# Tirol KTM Cycling Team
Tirol KTM Cycling Team is een Oostenrijkse wielerploeg die werd opgericht in 2008. De ploeg neemt deel aan de continentale circuits van de Internationale wielerunie (UCI).

## Bekende (ex-)renners
- Tobias Bayer (2018-2020)
- Patrick Gamper (2016-2017, 2019)
- Michael Gogl (2015)
- Jure Golčer (2012)
- Marco Haller (2010)
- Patrick Konrad (2010-2011)
- Gregor Mühlberger (2013-2014)
- Lukas Pöstlberger (2014-2015)
- Georg Preidler (2011)